# Miami Open 1978
Il Miami Open 1978 è stato un torneo di tennis giocato sul sintetico indoor. È stata l'ottava e ultima edizione del torneo e faceva parte del Colgate-Palmolive Grand Prix 1978. Si è giocato a Miami negli Stati Uniti dal 27 febbraio al 5 marzo 1978.

## Campioni

### Singolare maschile
Ilie Năstase ha battuto in finale  Tom Gullikson con il punteggio di 6–3 7–5

### Doppio maschile
Tom Gullikson /  Gene Mayer hanno battuto in finale  Bob Carmichael /  Brian Teacher con il punteggio di 7–6, 6–3